# Jörgen Peters

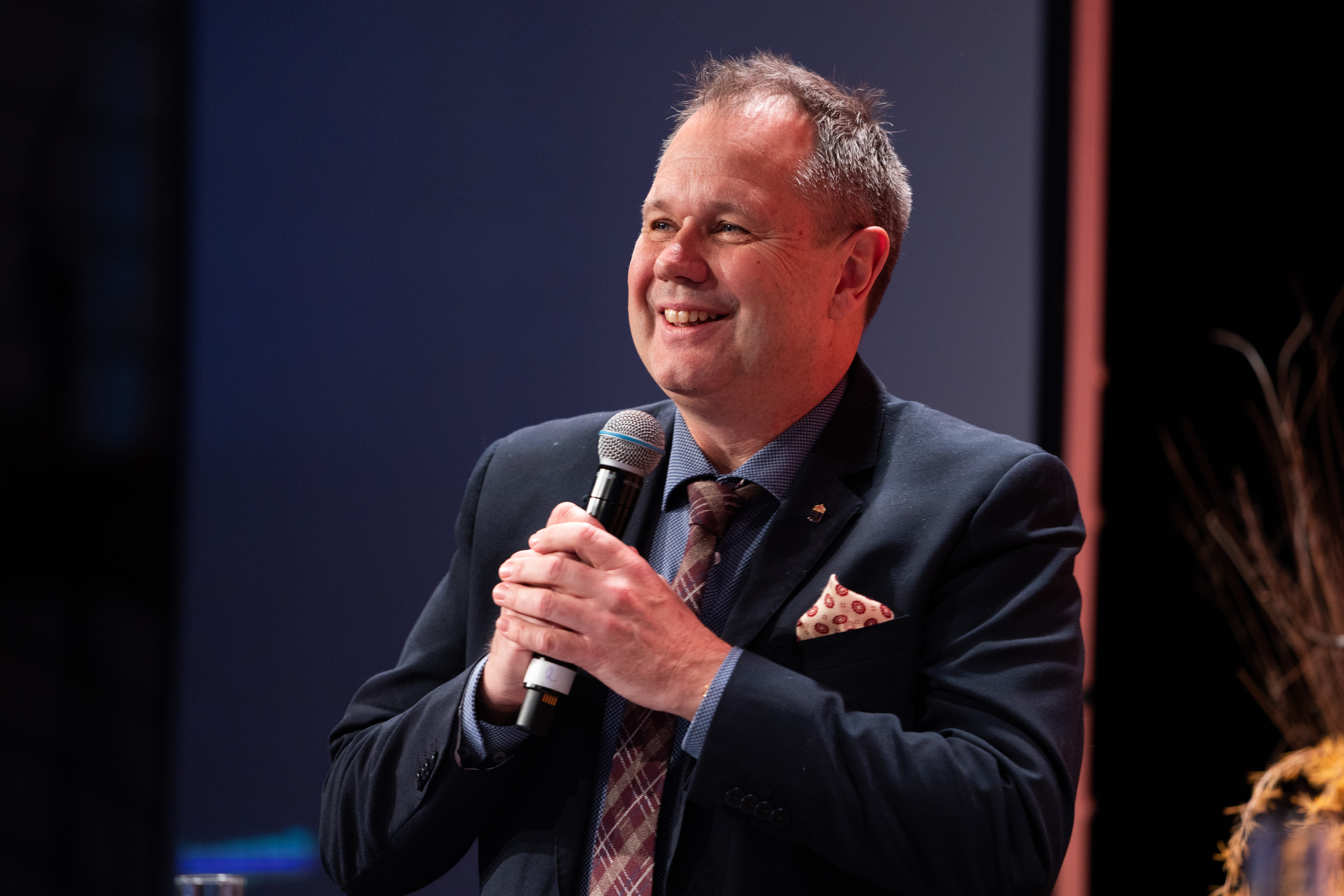
Jörgen Peters på Riksantikvarieämbetets höstmöte 2018.

Rolf Erik Jörgen Peters, född 24 november 1964, är en svensk ämbetsman.
Peters arbetade i många år för Försvarsmakten där han har erfarenheter från utbildnings- och chefsverksamhet. År 2011 tillträdde han som beredskapsdirektör vid Länsstyrelsen i Hallands län, och som länsråd den 1 juli 2015. Han var vikarierande landshövding i Hallands län under övergångsperioden den 1 april till den 31 maj 2020, mellan Lena Sommestads avgång och Brittis Benzlers tillträde. Den 2 april 2024 tillträdde Peters som länsöverdirektör på Länsstyrelsen Västra Götalands.